# Родина (Пишминський міський округ)
Ро́дина (рос. Родина) — присілок у складі Пишминського міського округу Свердловської області.
Населення — 482 особи (2010, 538 у 2002).
Національний склад станом на 2002 рік: росіяни — 94 %.